# (21,5,1)-Blockplan
Der (21,5,1)-Blockplan ist ein spezieller symmetrischer Blockplan. Um ihn konstruieren zu können, musste dieses kombinatorische Problem gelöst werden: eine leere 21×21-Matrix wurde so mit Einsen gefüllt, dass jede Zeile der Matrix genau 5 Einsen enthält und je zwei beliebige Zeilen genau 1 Eins in der gleichen Spalte besitzen (nicht mehr und nicht weniger). Das klingt relativ einfach, ist aber nicht trivial zu lösen. Es gibt nur gewisse Kombinationen von Parametern (wie hier v = 21, k = 5, λ = 1), für die eine solche Konstruktion überhaupt machbar ist. In dieser Übersicht sind die kleinsten solcher (v,k,λ) aufgeführt.

## Bezeichnung
Dieser symmetrische 2-(21,5,1)-Blockplan wird Projektive Ebene oder Desarguessche Ebene der Ordnung 4 genannt. 

## Eigenschaften
Dieser symmetrische Blockplan hat die Parameter v = 21, k = 5, λ = 1 und damit folgende Eigenschaften:
- Er besteht aus 21 Blöcken und 21 Punkten.
- Jeder Block enthält genau 5 Punkte.
- Je 2 Blöcke schneiden sich in genau 1 Punkt.
- Jeder Punkt liegt auf genau 5 Blöcken.
- Je 2 Punkte sind durch genau 1 Block verbunden.

## Existenz und Charakterisierung
Es existiert (bis auf Isomorphie) genau ein 2-(21,5,1) - Blockplan. Er ist selbstdual und hat die Signatur 21·20. Er enthält 168 Ovale der Ordnung 6.

## Liste der Blöcke
Hier sind alle Blöcke dieses Blockplans aufgelistet; zum Verständnis dieser Liste siehe diese Veranschaulichung
```
  1   2   3   4   5
  1   6   7   8   9
  1  10  11  12  13
  1  14  15  16  17
  1  18  19  20  21
  2   6  10  14  18
  2   7  11  15  19
  2   8  12  16  20
  2   9  13  17  21
  3   6  11  16  21
  3   7  10  17  20
  3   8  13  14  19
  3   9  12  15  18
  4   6  12  17  19
  4   7  13  16  18
  4   8  10  15  21
  4   9  11  14  20
  5   6  13  15  20
  5   7  12  14  21
  5   8  11  17  18
  5   9  10  16  19
```

## Inzidenzmatrix
Dies ist eine Darstellung der Inzidenzmatrix dieses Blockplans; zum Verständnis dieser Matrix siehe diese Veranschaulichung
```
O O O O O . . . . . . . . . . . . . . . .
O . . . . O O O O . . . . . . . . . . . .
O . . . . . . . . O O O O . . . . . . . .
O . . . . . . . . . . . . O O O O . . . .
O . . . . . . . . . . . . . . . . O O O O
. O . . . O . . . O . . . O . . . O . . .
. O . . . . O . . . O . . . O . . . O . .
. O . . . . . O . . . O . . . O . . . O .
. O . . . . . . O . . . O . . . O . . . O
. . O . . O . . . . O . . . . O . . . . O
. . O . . . O . . O . . . . . . O . . O .
. . O . . . . O . . . . O O . . . . O . .
. . O . . . . . O . . O . . O . . O . . .
. . . O . O . . . . . O . . . . O . O . .
. . . O . . O . . . . . O . . O . O . . .
. . . O . . . O . O . . . . O . . . . . O
. . . O . . . . O . O . . O . . . . . O .
. . . . O O . . . . . . O . O . . . . O .
. . . . O . O . . . . O . O . . . . . . O
. . . . O . . O . . O . . . . . O O . . .
. . . . O . . . O O . . . . . O . . O . .
```

## Zyklische Darstellung
Es existiert eine zyklische Darstellung (Singer-Zyklus) dieses Blockplans, sie ist isomorph zur obigen Liste der Blöcke. Ausgehend von dem dargestellten Block erhält man die restlichen Blöcke des Blockplans durch zyklische Permutation der in ihm enthaltenen Punkte.
```
  1   2   5  15  17
```

## Orthogonale Lateinische Quadrate (MOLS)
Diese Projektive Ebene der Ordnung 4 ist äquivalent mit diesen 3 MOLS der Ordnung 4: 
{\displaystyle {\begin{bmatrix}1&2&3&4\\2&1&4&3\\3&4&1&2\\4&3&2&1\end{bmatrix}}\quad {\begin{bmatrix}1&3&4&2\\2&4&3&1\\3&1&2&4\\4&2&1&3\end{bmatrix}}\quad {\begin{bmatrix}1&4&2&3\\2&3&1&4\\3&2&4&1\\4&1&3&2\end{bmatrix}}}

## Oval
Ein Oval des Blockplans ist eine Menge seiner Punkte, von welcher keine drei auf einem Block liegen. Hier ist ein Beispiel eines Ovals maximaler Ordnung dieses Blockplans:
```
  1   2   6  11  17  20
```